# Departamento de La Libertad (El Salvador)

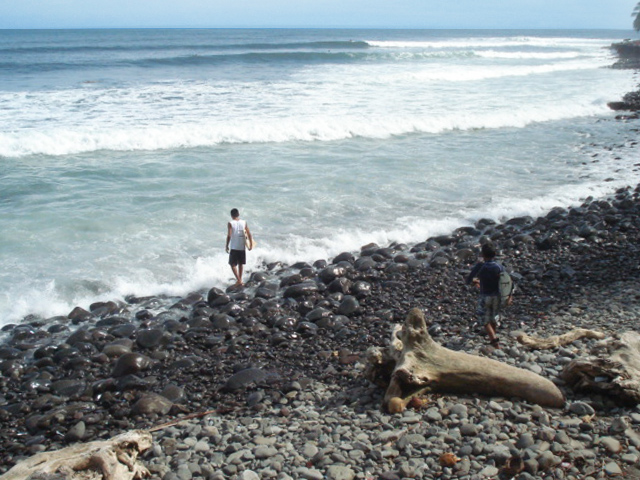
Playa del municipio de La Libertad.

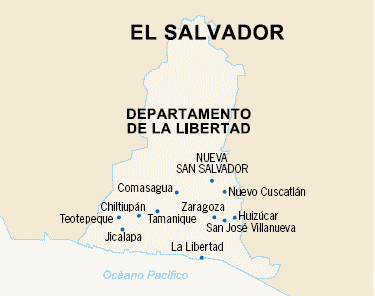
Mapa de La Libertad

La Libertad es un departamento de El Salvador. Su cabecera es Santa Tecla. Tiene una extensión territorial de 1653 km² y una población de 907,665 habitantes.

## Historia
El departamento fue creado en 1865 por un decreto legislativo que fue publicado en el periódico oficial del gobierno "El Constitucional" Tomo 1, Número 70, en el 9 de febrero de 1865.

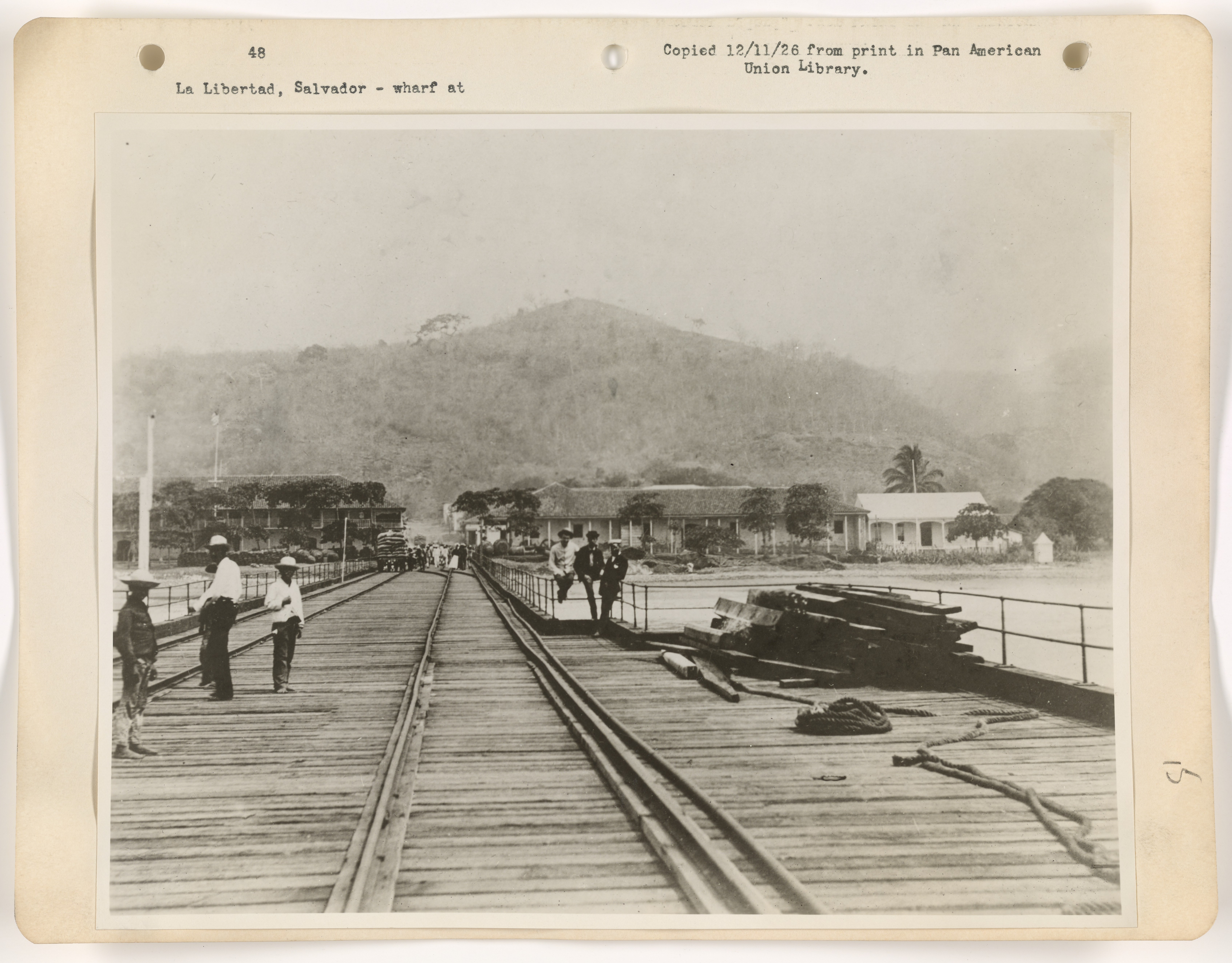
La Libertad El Salvador

De acuerdo con la estadística del departamento de La Libertad hecha por el gobernador José López en el 23 de mayo de 1865, el departamento tenía una población de 16 759 personas.

## Población
|    | Distrito            | Población | Urbano | Rural |
| -- | ------------------- | --------- | ------ | ----- |
| 1  | Santa Tecla         | 125,532   | 89%    | 11%   |
| 2  | Colón               | 130,513   | 94%    | 6%    |
| 3  | San Juan Opico      | 97,210    | 61%    | 39%   |
| 4  | Ciudad Arce         | 65,550    | 69%    | 31%   |
| 5  | Quezaltepeque       | 65,572    | 69%    | 31%   |
| 6  | La Libertad         | 44,761    | 64%    | 36%   |
| 7  | Antiguo Cuscatlán   | 37,451    | 100%   | 0%    |
| 8  | Zaragoza            | 26,510    | 80%    | 20%   |
| 9  | San Pablo Tacachico | 18,710    | 28%    | 72%   |
| 10 | Huizúcar            | 12,287    | 33%    | 67%   |
| 11 | Tepecoyo            | 14,097    | 58%    | 42%   |
| 12 | San José Villanueva | 19,150    | 79%    | 21%   |
| 13 | Tamanique           | 14,068    | 29%    | 71%   |
| 14 | Teotepeque          | 9,862     | 10%    | 90%   |
| 15 | Sacacoyo            | 15,915    | 80%    | 20%   |
| 16 | Comasagua           | 12,705    | 24%    | 76%   |
| 17 | Jayaque             | 16,391    | 62%    | 38%   |
| 18 | Chiltiupán          | 10,914    | 7%     | 93%   |
| 19 | Talnique            | 5,596     | 59%    | 41%   |
| 20 | San Matías          | 7,074     | 16%    | 84%   |
| 21 | Nuevo Cuscatlán     | 12,699    | 59%    | 41%   |
| 22 | Jicalapa            | 6,312     | 1%     | 99%   |
| -  | La Libertad         | 765,879   | 70%    | 30%   |

## Geografía
Destacan los ríos Lempa, con un recorrido de 19,5 km en el departamento, y Sucio, con 32,5 km en el departamento; la Laguna de Chanmico con un área de 0,78 km² y el volcán de San Salvador o Quezaltepeque con una elevación de 1959 m s. n. m. El departamento tiene una extensión territorial de 1653 km².

### Playas
El departamento de la Libertad consta con la mayoría de las mejores playas de todo el país, ya sean para disfrutar nadando o practicando algún deporte extremo acuático como el surf, windsurf, kayaking, etc.
El municipio de La Libertad, consta de 18 playas:
1. Playa Sihuapilapa
2. Playa Mizata
3. Playa La Perla
4. Playa El Palmarcito
5. Playa km 59
6. Playa El Zonte
7. Playa El Tunco
8. Playa El Sunzal
9. Playa Río Grande
10. Playa La Bocana
11. Playa El Majahual
12. Playa San Blas
13. Playa Conchalio
14. Playa Punta Roca
15. Playa La Paz
16. Playa El Obispo
17. Playa Las Flores
18. Playa San Diego

Las playas de El Salvador cuentan con el tercer lugar en la escala mundial de los mejores puntos para surfear, y se han realizado ya alrededor de seis campeonatos a nivel mundial en las playas del departamento de La Libertad.

## División administrativa

### Municipios hasta junio de 2023
1. Antiguo Cuscatlán
2. Chiltiupán
3. Ciudad Arce
4. Colón
5. Comasagua
6. Huizúcar
7. Jayaque
8. Jicalapa
9. La Libertad
10. Santa Tecla
11. Nuevo Cuscatlán
12. San Juan Opico
13. Quezaltepeque
14. Sacacoyo
15. San José Villanueva
16. San Matías
17. San Pablo Tacachico
18. Talnique
19. Tamanique
20. Teotepeque
21. Tepecoyo
22. Zaragoza

### Municipios y Distritos Municipales desde junio de 2023
1. La Libertad Norte (Quezaltepeque, San Matías, San Pablo Tacachico)
2. La Libertad Centro (San Juan Opico, Ciudad Arce)
3. La Libertad Sur (Santa Tecla, Comasagua)
4. La Libertad Este (Antiguo Cuscatlán, Nuevo Cuscatlán, San José Villanueva, Zaragoza, Huizucar)
5. La Libertad Oeste (Colón, Tepecoyo, Jayaque, Talnique, Sacacoyo)
6. La Libertad Costa (Chiltiupán, Jicalapa, La Libertad, Tamanique, Teotepeque)

 Nueva distribución municipal aprobada por la asamblea legislativa de El Salvador, el 14 de Junio de 2023

## Economía
El Departamento de La Libertad es productor de granos básicos, caña de azúcar, tabaco, café, algodón, cocoteros y bálsamo; posee plantas fundidoras de metal y manufacturas de muebles tejidos, velas, jabón, hule, cuero y fósforos. Además de la explotación de la pesca artesanal e industria turística.
En la ciudad de Santa Tecla se ubica el Paseo El Carmen, que se ha convertido en un importante polo de desarrollo turístico, y alberga una diversa gama de restaurantes, bares, ferias artesanales, encuentros culturales en la Plaza de la Música, y eventos culturales que se realizan en el Palacio Tecleño.
además en el Puerto de La Libertad las actividades principales son la extracción de sal pesca artesanal e industrial.
La Libertad es el segundo departamento de El Salvador más desarrollado según su IDH que es el segundo al nivel nacional, además de ser industrialmente muy desarrollado, y posee la ciudad más desarrollada del país, Antiguo Cuscatlán.
También hay un incremento de la industria farmacéutica y tecnológica, específicamente en Santa Tecla y Antiguo Cuscatlán.

## Religión
| Religión en La Libertad (UCA 2021) | Religión en La Libertad (UCA 2021) | Religión en La Libertad (UCA 2021) |
| Religión                           | %                                  |                                    |
| ---------------------------------- | ---------------------------------- | ---------------------------------- |
| Católicos                          | 39.8                               |                                    |
| Protestantes y Evangélicos         | 39.7                               |                                    |
| Ninguna                            | 16.9                               |                                    |
| Otras religiones                   | 2.7                                |                                    |
| Ateos y Agnósticos                 | 0.9                                |                                    |

Las dos religiones más importantes en La Libertad son el catolicismo y el protestantismo. El catolicismo representa el 39.8 % de la población y el protestantismo el 39.7 %. Mientras que el 16.9 % de la población no tiene ninguna religión específica, y el 2.7 % pertenece a otras religiones. Finalmente las personas ateas y agnósticas representan el 0.9% de la población. 

## Zonas Protegidas

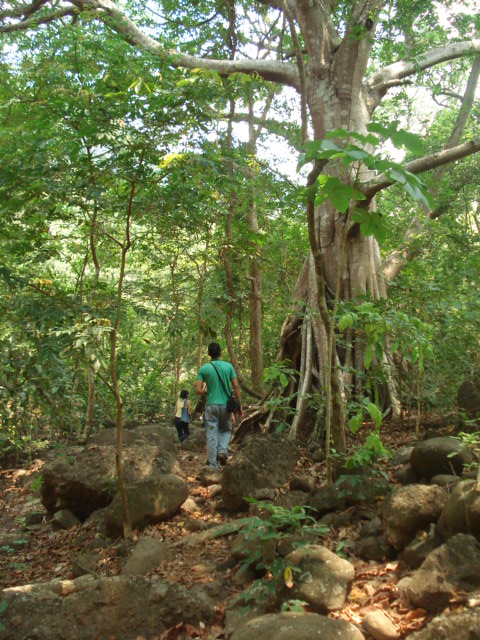
Parque nacional Walter Thilo Deininger.

El departamento de La Libertad cuenta con una de las más importantes zonas protegidas del país. El parque nacional Walter Thilo Deininger es una área natural protegida por el gobierno de El Salvador desde el año 2020.
Donado en 1970, el parque es un área que tiene aproximadamente 1,047 manzanas, 732 hectáreas en donde existen más de 444 tipos de árboles, los que constituyen un importante hábitat para reptiles, aves, mamíferos e infinidad de insectos.

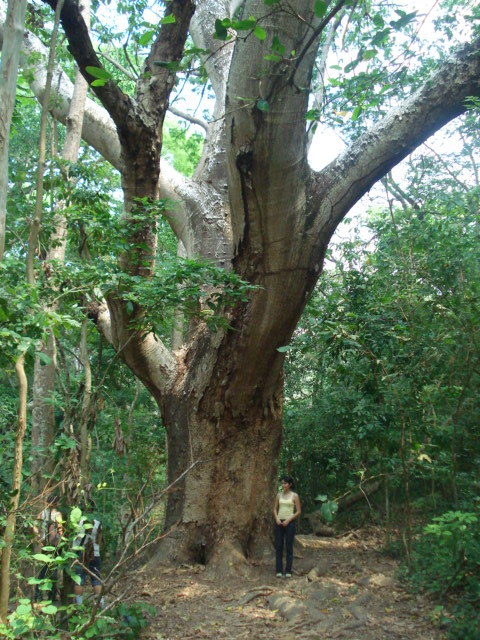
El Árbol de los 1000 años en el parque nacional Walter Thilo Deininger.

Su nombre es en honor al Alemán Walter Thilo Deininger quien renunció a su nacionalidad Alemana para convertirse en uno de los mayores empresarios salvadoreños que nunca dejaron de lado la actividad filantrópica y humana en el país.
El parque consta de tres rutas de diferentes senderos, por el cual los usuarios conocen diversidad de fauna y flora acompañados de un guía.
El parque se podría dividir en dos zonas, el bosque seco y el bosque húmedo. Si se visita el parque en una época previa al verano se podrá visitar un parque que parecen dos bosques unidos, uno en el que no hay ninguna hoja en el follaje de los árboles, solamente tallos café claro, y el otro, lleno de follaje frondoso en el que el color verde tiene predominio.
En una época el nivel del mar llegaba a la altura del parque, por lo cual hay enormes piedras en las cuales hoy se pueden apreciar petrograbados indígenas.

## Festividades
El municipio celebra sus fiestas patronales en el mes de diciembre en honor al Niño Jesús.